# 王艺洁 (快乐女声)
王艺洁（1987年2月23日—），汉族，中国大陆歌手，毕业於四川音乐学院，2011年参加湖南卫视《快乐女声》以台风稳健、大气，唱歌实力获成都冠军、全国第7名，从而踏入演艺圈，备受媒体和大众关注。

## 主要经历
- 1987年，出生于四川省攀枝花市一个音乐世家，父亲为民族歌唱家，母亲为美声歌唱家；
- 2002-2005年，就读于攀枝花市第18中学；
- 2006年，考入四川音乐学院歌剧专业本科班；大学期间曾经是云南西双版纳“雨林再造”志愿者；
- 2010年，大学毕业加入四川省人民歌舞剧院当声乐演员；
- 2011年，参加湖南卫视《2011快乐女声》获得成都冠军、全国第7名[1]，从此踏入演艺圈；
- 2012年，发行单曲《听他们说》[2]《牧歌》等；
- 2013年，参加国内各大综艺节目、晚会等演出[3][4]。
- 2014年，参加北京卫视《最美和声》获得全国第五名；同年参加东方卫视《中国梦之声》晋级全国30强比赛

## 音乐作品
- 单曲《听他们说》
- 单曲《牧歌》
- 单曲《爬树的龙》

## 影视作品
- 2011年 微电影《果20的48小时》

## 电视节目
受邀参加的电视节目
- 湖南卫视《快乐女声》《想唱就唱》《帮助微力量》《挑战麦克风》《中秋晚会》
- CCTV-3《中国正在听》
- CCTV-15《一起音乐吧》
- CCTV-1《三八节庆祝晚会》
- 山东卫视《歌声传奇》
- 北京卫视《最美和声》
- 安徽卫视《天下女人》
- 东方卫视《中国梦之声》